# Sergej Sobolev
Sergej Lvovič Sobolev (rusky Сергей Львович Соболев; 6. října 1908, Petrohrad, Ruské impérium – 3. ledna 1989, Moskva, Rusko, SSSR) byl ruský matematik. Je znám především díky své práci v oblasti matematické analýzy, konkrétně funkcionální analýzy a parciálních diferenciálních rovnic. Jsou po něm pojmenovány Sobolevovy prostory.